# Monte Xanic
Monte Xanic er en vinproducent som befinder sig ved den kendte vindal Guadalupe i den mexikanske delstat Baja California. 
Det blev grundlagt i 1987 og Guadalupe blev valgt på grund af klima forhold. Vinene fra Monte Xanic har vundet flere internationale priser både i USA, Frankrig og Canada.

## Produkter
- Calixa
- Gran Ricado
- Monte Xanic

## Navnet
Monte kommer fra spansk og betyder et lille bjerg. Xanic kommer fra sproget Cora og betyder blomsten som blomstrer efter den første regn.

## Links
- Officiel hjemmeside